# WBSC Прем'єр–12 2015
WBSC Прем'єр–12 2015 — перший розіграш міжнародного бейсбольного турніру за назвою Прем'єр–12, що проводиться за підтримки Всесвітньої конфедерації бейсболу і софтболу. Пройшов з 8 по 21 листопада на стадіонах міст Японії та Тайваню.
Для участі в турнірі кваліфікувалися 12 найкращих бейсбольних збірних за рейтингом WBSC. Перший раунд Прем'єр–12 проходив у двох групах по 6 команд за круговою системою. Чотири найкращі команди з кожної групи виходили у другий раунд, починаючи з якого змагання проводиться за олімпійською системою.

## Команди
Участь у турнірі брали 12 найкращих національних збірних за рейтингом  WBSC станом на кінець 2014 року.
| 12 кращих збірних станом на 22 листопада 2014 р. | 12 кращих збірних станом на 22 листопада 2014 р. | 12 кращих збірних станом на 22 листопада 2014 р. | 12 кращих збірних станом на 22 листопада 2014 р. |
| Місце                                            | Збірна                                           | Очки                                             | Конфедерація                                     |
| ------------------------------------------------ | ------------------------------------------------ | ------------------------------------------------ | ------------------------------------------------ |
| 1                                                | Японія                                           | 785,18                                           | BFA                                              |
| 2                                                | США                                              | 766,02                                           | COPABE                                           |
| 3                                                | Куба                                             | 662,98                                           | COPABE                                           |
| 4                                                | Китайський Тайбей \|605,48                       | BFA                                              |                                                  |
| 5                                                | Нідерланди                                       | 433,50                                           | CEB                                              |
| 6                                                | Домініканська Республіка                         | 379,18                                           | COPABE                                           |
| 7                                                | Канада                                           | 353,52                                           | COPABE                                           |
| 8                                                | Південна Корея                                   | 340,90                                           | BFA                                              |
| 9                                                | Пуерто-Рико                                      | 291,50                                           | COPABE                                           |
| 10                                               | Венесуела                                        | 269,00                                           | COPABE                                           |
| 11                                               | Італія                                           | 196,18                                           | CEB                                              |
| 12                                               | Мексика                                          | 136,78                                           | COPABE                                           |

### Гравці
У повідомленні про заснування нового турніру зазначалося, що він буде проводитися у листопаді, аби уникнути перетину з календарями провідних професійних ліг (в першу чергу, ВЛБ і NPB, які закінчуються наприкінці жовтня). Незважаючи на це Вища ліга бейсболу не дозволила гравцям, які входять до «складу 40» команд ліги, грати за збірні своїх країн на Прем'єр–12 2015 року. Це пов'язують з тим, що ВЛБ є організатором подібного турніру за участю національних збірних – Світової класики бейсболу, в якій беруть участь провідні професіональні гравці. Існування ще одного аналогічного за якістю гравців турніру нівелювало б статус Світової класики, як єдиного турніру за участю найсильніших гравців. Було дозволено грати на турнірі гравцям, що мають контракти з командами ВЛБ, але грають у фарм-клубах нижчих ліг.
Водночас збірна Японії включила до свого складу провідних гравців своєї професіональної ліги і тому вважалася головним фаворитом турніру.

## Формат
На першому етапі команди розподілені на дві групи. у яких проводять матчі одна з одною з круговою системою. Усі матчі групового турніру пройшли у Тайвані, за винятком матчу-відкриття між Японією і Південною Кореєю. Чотири кращих команди виходили у стадію плей-оф, яка завершувалася матчем за третє місце і фіналом.

## Стадіони
| Група A                 | Група A і Чвертьфінали                     | Група B                  |
| ----------------------- | ------------------------------------------ | ------------------------ |
| Доулю, (Тайвань)        | Тайчжун, (Тайвань)                         | Шилінь, Тайбей (Тайвань) |
| Douliu Baseball Stadium | Taichung Intercontinental Baseball Stadium | Tianmu Baseball Stadium  |
| Місткість: 15000        | Місткість: 20000                           | Місткість: 10500         |
|                         |                                            |                          |

| Група B і Чвертьфінали                 | Група B          | Півфінали і фінали |
| -------------------------------------- | ---------------- | ------------------ |
| Таоюань (Тайвань)                      | Саппоро (Японія) | Токіо (Японія)     |
| Taoyuan International Baseball Stadium | Саппоро Доум     | Токіо Доум         |
| Місткість: 20000                       | Місткість: 40467 | Місткість: 46000   |
|                                        |                  |                    |

## Груповий турнір

### Група A
|                   |       |                  |                   |           |                   |    |            |         |
| Дата              | Час   | Місце проведення |                   | Результат |                   | Ін | Тривалість | Глядачі |
| 9 листопада 2015  | 18:35 | Тайчжун          | Нідерланди        | 7:4       | Китайський Тайбей |    | 3:55       | 16188   |
| 10 листопада 2015 | 12:35 | Тайчжун          | Італія            | 1:7       | Пуерто-Рико       |    | 3:37       | 483     |
| 10 листопада 2015 | 18:35 | Тайчжун          | Канада            | 5:1       | Куба              |    | 3:21       | 639     |
| 11 листопада 2015 | 12:35 | Тайчжун          | Куба              | 6:5       | Нідерланди        |    | 3:21       | 674     |
| 11 листопада 2015 | 18:35 | Доулю            | Пуерто-Рико       | 2:5       | Канада            |    | 2:51       | 335     |
| 11 листопада 2015 | 18:35 | Тайчжун          | Китайський Тайбей | 7:1       | Італія            |    | 2:53       | 8517    |
| 12 листопада 2015 | 12:35 | Тайчжун          | Пуерто-Рико       | 7:8       | Куба              | 10 | 3:50       | 281     |
| 12 листопада 2015 | 18:35 | Доулю            | Нідерланди        | 16:1      | Італія            | 7  | 3:08       | 119     |
| 12 листопада 2015 | 18:35 | Тайчжун          | Канада            | 9:8       | Китайський Тайбей |    | 3:45       | 10245   |
| 14 листопада 2015 | 12:35 | Тайчжун          | Пуерто-Рико       | 7:11      | Нідерланди        |    | 3:33       | 308     |
| 14 листопада 2015 | 18:35 | Доулю            | Італія            | 0:4       | Канада            |    | 2:29       | 500     |
| 14 листопада 2015 | 18:35 | Тайчжун          | Куба              | 1:4       | Китайський Тайбей |    | 3:33       | 17503   |
| 15 листопада 2015 | 12:35 | Тайчжун          | Китайський Тайбей | 4:7       | Пуерто-Рико       | 12 | 4:41       | 17436   |
| 15 листопада 2015 | 18:35 | Доулю            | Італія            | 1:2       | Куба              |    | 2:21       | 1200    |
| 15 листопада 2015 | 18:35 | Тайчжун          | Канада            | 3:1       | Нідерланди        |    | 2:31       | 218     |

| Команди           | В | П | %     | Р+ | Р- | HTH |
| ----------------- | - | - | ----- | -- | -- | --- |
| Канада            | 5 | 0 | 1.000 | 23 | 10 |     |
| Куба              | 3 | 2 | .600  | 18 | 22 | 1–0 |
| Нідерланди        | 3 | 2 | .600  | 40 | 21 | 0–1 |
| Пуерто-Рико       | 2 | 3 | .400  | 28 | 26 | 1–0 |
| Китайський Тайбей | 2 | 3 | .400  | 27 | 25 | 0–1 |
| Італія            | 0 | 5 | .000  | 4  | 35 |     |

### Група B
|                   |       |                  |                          |           |                          |    |            |         |
| Дата              | Час   | Місце проведення |                          | Результат |                          | Ін | Тривалість | Глядачі |
| 8 листопада 2015  | 19:08 | Саппоро          | Південна Корея           | 0:5       | Японія                   |    | 3:37       | 28848   |
| 10 листопада 2015 | 12:05 | Таоюань          | Мексика                  | 6:4       | Венесуела                |    | 2:58       | 800     |
| 10 листопада 2015 | 18:05 | Таоюань          | Домініканська Республіка | 5:11      | США                      |    | 3:02       | 500     |
| 11 листопада 2015 | 12:05 | Таоюань          | Венесуела                | 7:5       | США                      |    | 3:20       | 500     |
| 11 листопада 2015 | 18:00 | Таоюань          | Південна Корея           | 10:1      | Домініканська Республіка |    | 3:56       | 600     |
| 11 листопада 2015 | 18:08 | Тайбей           | Мексика                  | 5:6       | Японія                   |    | 3:36       | 6523    |
| 12 листопада 2015 | 12:00 | Таоюань          | Венесуела                | 2:13      | Південна Корея           | 7  | 2:51       | 1010    |
| 12 листопада 2015 | 18:05 | Тайбей           | США                      | 10:0      | Мексика                  | 8  | 2:47       | 531     |
| 12 листопада 2015 | 18:08 | Таоюань          | Японія                   | 4:2       | Домініканська Республіка |    | 3:02       | 3500    |
| 14 листопада 2015 | 12:00 | Таоюань          | Домініканська Республіка | 6:8       | Венесуела                |    | 2:59       | 1112    |
| 14 листопада 2015 | 18:00 | Тайбей           | Південна Корея           | 4:3       | Мексика                  |    | 3:30       | 2500    |
| 14 листопада 2015 | 18:08 | Таоюань          | Японія                   | 10:2      | США                      |    | 3:27       | 10437   |
| 15 листопада 2015 | 12:05 | Таоюань          | Мексика                  | 9:6       | Домініканська Республіка |    | 3:21       | 1000    |
| 15 листопада 2015 | 18:00 | Тайбей           | США                      | 3:2       | Південна Корея           | 10 | 4:08       | 2000    |
| 15 листопада 2015 | 18:08 | Таоюань          | Венесуела                | 5:6       | Японія                   |    | 3:22       | 6547    |

| Команди                  | В | П | %     | Р+ | Р- | HTH |
| ------------------------ | - | - | ----- | -- | -- | --- |
| Японія                   | 5 | 0 | 1.000 | 31 | 14 |     |
| США                      | 3 | 2 | .600  | 31 | 24 | 1–0 |
| Південна Корея           | 3 | 2 | .600  | 29 | 14 | 0–1 |
| Мексика                  | 2 | 3 | .400  | 23 | 30 | 1–0 |
| Венесуела                | 2 | 3 | .400  | 26 | 36 | 0–1 |
| Домініканська Республіка | 0 | 5 | .000  | 20 | 42 |     |

## Плей-оф

### Чвертьфінали
|                   |       |                  |                |           |        |    |            |         |
| Дата              | Час   | Місце проведення |                | Результат |        | Ін | Тривалість | Глядачі |
| 16 листопада 2015 | 12:30 | Тайчжун          | Мексика        | 4:3       | Канада |    | 2:43       | 250     |
| 16 листопада 2015 | 12:30 | Таоюань          | Нідерланди     | 1:6       | США    |    | 2:56       | 503     |
| 16 листопада 2015 | 18:30 | Тайчжун          | Південна Корея | 7:2       | Куба   |    | 3:30       | 370     |
| 16 листопада 2015 | 12:05 | Таоюань          | Пуерто-Рико    | 3:9       | Японія |    | 3:14       | 8000    |

### Півфінали
|                   |       |                  |                |           |        |    |            |         |
| Дата              | Час   | Місце проведення |                | Результат |        | Ін | Тривалість | Глядачі |
| 19 листопада 2015 | 19:00 | Токіо            | Південна Корея | 4:3       | Японія |    | 3:50       | 40258   |
| 20 листопада 2015 | 19:00 | Токіо            | Мексика        | 1:6       | США    |    | 3:07       | 5105    |

### Матч за 3-тє місце
|                   |       |                  |         |           |        |    |            |         |
| Дата              | Час   | Місце проведення |         | Результат |        | Ін | Тривалість | Глядачі |
| 21 листопада 2015 | 13:00 | Токіо            | Мексика | 1:11      | Японія | 7  | 2:26       | н/д     |

### Фінал
|                   |       |                  |                |           |     |    |            |         |
| Дата              | Час   | Місце проведення |                | Результат |     | Ін | Тривалість | Глядачі |
| 21 листопада 2015 | 19:00 | Токіо            | Південна Корея | 8:0       | США |    | 3:07       | 5105    |